# Ovella menorquina
L'ovella menorquina és una raça d'ovella pròpia de l'illa de Menorca, essent una de les quatre races ovines oficialment reconegudes a l'arxipèlag balear (les altres són l'eivissenca, la mallorquina i la roja mallorquina. Tot i que és bona productora de llet, habitualment es cria per a vendre les cries com a carn, que és molt preuada i de qualitat consolidada. Segons el catàleg oficial de races ovines d'Espanya, la raça menorquina —juntament amb altre trenta-dues— es troba en perill d'extinció.

## Història
L'ovella menorquina té semblances amb les ovelles de llana blanca d'altres illes de la Mediterrània occidental, com Mallorca, Eivissa o Sardenya, la qual cosa fa pensar que totes aquestes races poden tenir el mateix origen. A Menorca, l'explotació ramadera de l'ovella per a la producció de llana va tenir una època d'auge en el segle xiv, en què va competir amb la llana anglesa. A partir de 1375, comerciants italians compraven llana menorquina, generalment de Maó, Ciutadella, Mercadal i Alaior, que es desembarcava a Liorna i es distribuïa després als centres de transformació de Gènova, Monza, Milà i Venècia.

## Llibre genealògic i cens
L'ovella menorquina està censada en un llibre genealògic propi, que descriu el prototip racial i amb un disseny i estructura que va ser elaborat pel membres de l'Associació de Ramaders de l'Ovella Menorquina, els tècnics que treballaven en aquesta associació i per l'administració corresponent. L'ordre del conseller d'Agricultura i Pesca que creava i regulava el llibre genealògic va publicar-se en el Butlletí Oficial de les Illes Balears el 22 de maig de 2001 i el 2012 se'n va publicar una modificació per a justar-se als canvis del Reial Decret 2129/2008.
L'Any 2007, l'estimació del cens de l'ovella menorquina era de 3.100 caps i es va començar a treballar per aconseguir la denominació «Anyell de llet de Menorca» com a marca de garantia.

## Descripció
Són animals de cos allargat i d'amplària i grandària mitjanes. L'alçada a la creu és en les femelles del voltant de 68 cm i en els mascles d'un 78 cm.; les femelles tenen una alçada mitjana a la creu de 68. El pes és de 45 en les femelles 65 kg i de 65 a 85 kg en els mascles. El cap té un perfil que pot anar de recte a subconvex, amb orelles allargades i amples, caigudes cap endavant. Les femelles són generalment sulles; els mascles, en canvi, és més freqüent que tinguin banyes, que tenen forma d'espiral. El velló és obert, blanc i mat, amb una gran densitat de fibres i de color blanc, sense taques. La llana sol estar impregnada d'una substància que es coneix com a 'suarda' i és segregada per la pell de l'ovella.

## Aprofitament
L'ovella menorquina es cria per a obtenir-ne carn i llet. La seva gestió zootècnica, que detecta els individus amb un millor rendiment i els fa servir per a la reproducció, ha permès augmentar-ne la producció càrnia. Pel que fa a la producció lletera, en les últimes dècades la ramaderia s'ha orientat més cap a la producció de llet de vaca. Tot i així, en moltes explotacions també es mantenen les ovelles convivint amb les vaques de pastura. El reglament de la denominació d'origen del formatge de Maó permet incorporar fins a un 10 per cent de llet d'ovella a la llet de vaca usada per a la seva elaboració.